# Cantón de Carcasona-Este
El cantón de Carcasona-Este, también denominado Carcasona 1º Cantón,  era una división administrativa francesa, que estaba situada en el departamento de Aude y la región de Languedoc-Rosellón.

## Composición
El cantón estaba formado por siete comunas, más una fracción de la comuna que le daba su nombre:
- Berriac
- Carcasona (fracción)
- Cavanac
- Cazilhac
- Couffoulens
- Leuc
- Mas-des-Cours
- Palaja

## Supresión del cantón de Carcasona-Este
En aplicación del Decreto nº 2014-204 de 21 de febrero de 2014, el cantón de Carcasona-Este fue suprimido el 22 de marzo de 2015 y sus 8 comunas pasaron a formar parte; seis del nuevo cantón de Carcasona-2, una del nuevo cantón de La Montaña de Alaric (de marzo de 2015 a enero de 2016 llamado Cantón de Trèbes), y la fracción de la comuna que le daba su nombre, se unió con las demás para que, por medio de una reestructuración cantonal, fueran creados los nuevos cantones de Carcasona-1, Carcasona-2 y Carcasona-3.